# سرخس‌های منگوله‌ای
سرخس‌های منگوله‌ای (نام علمی: Huperzia) نام یک سرده از division سرخس‌تباران است.